# Хесус Датоло
Хесус Датоло (ісп. Jesús Dátolo, нар. 19 травня 1984, Карлос-Спегацціні) — аргентинський футболіст, півзахисник клубу «Банфілд».
Виступав, зокрема, за клуби «Бока Хуніорс», з яким став чемпіоном Аргентини, володарем Кубка Лібертадорес та дворазовим переможцем Рекопи Південної Америки, і «Атлетіко Мінейру», з яким став володарем Кубка Бразилії та ще раз виграв Рекопу Південної Америки. Також виступав у Європі за клуби «Наполі», «Олімпіакос» та «Еспаньйол», та національну збірну Аргентини.

## Клубна кар'єра
Народився 19 травня 1984 року в місті Карлос-Спегацціні біля Буенос-Айреса. У дорослому футболі дебютував 2000 року виступами за команду «Кануелас» з четвертого дивізіону Аргентини, Primera C Metropolitana, взявши участь у 2 матчах чемпіонату.
Своєю грою за цю команду привернув увагу представників тренерського штабу клубу «Банфілд», до складу якого приєднався 2002 року і перші два сезони виступав за молодіжну команду. З сезону 2004/05 став виступати за основну команду і відіграв за команду з околиці Банфілда наступні два сезони своєї ігрової кар'єри, в яких забив 6 голів у 38 іграх вищого дивізіону країни.
Влітку 2006 року уклав контракт з клубом «Бока Хуніорс», у складі якого провів наступні три роки своєї кар'єри гравця. Більшість часу, проведеного у складі «Бока Хуніорс», був основним гравцем команди. За цей час виборов титул чемпіона Аргентини, ставав володарем Кубка Лібертадорес, двічі вигравав Рекопу Південної Америки, атакож став фіналістом клубного чемпіонату світу 2007 року в Японії.

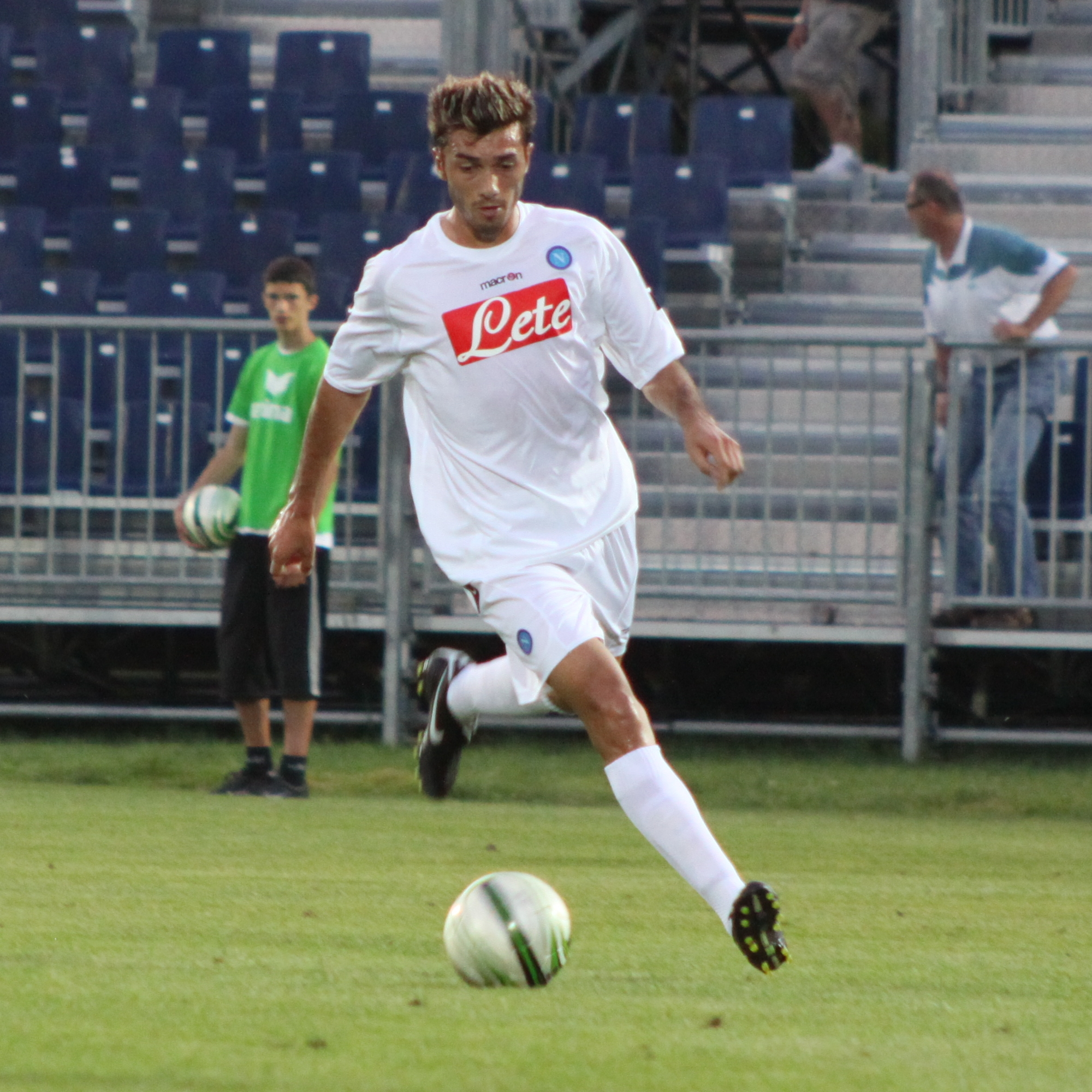
Хесус Датоло під час виступів за «Наполі». 2009 року.

31 січня 2009 року він був куплений італійським «Наполі» приблизно за 6,5 мільйонів євро, підписавши п'ятирічний контракт із заробітною платою 650 000 євро за сезон. Дебютував у Серії А 14 лютого 2009 року в домашньому матчі проти «Болоньї» (1:1) і провів ще 8 матчів в чемпіонаті у другій половині сезону. Наступного сезону аргентинець забив свій єдиний гол у футболці «адзуррі» та в Серії А 31 жовтня 2009 року у виїзному матчі в Турині проти «Ювентуса» (3:2).
У січні 2010 року футболіст позував для аргентинського гей-журналу Romeo Mag і після повернення до Неаполя президент клубу Ауреліо де Лаурентіс висловив бажання оштрафувати гравця. В результаті 16 січня 2010 року гравця було віддано в оренду з правом викупу грецькому «Олімпіакосу» і дебютував за клуб у матчі Ліги чемпіонів проти «Бордо». Грецький клуб не скористався правом викупу, і після закінчення цієї оренди гравець був відданий в іншу оренду, в іспанський «Еспаньйол». Під час зимового трансферного вікна каталонський клуб отримав усі права на гравця в рамках угоди, за якою Віктор Руїса відправився у зворотному напрямку.
Після того Датоло зіграв за клуб лише п'ять ігор у чемпіонаті і 25 січня 2012 року був проданий в бразильський «Інтернасьйонал». Він залишався в клубі до серпня 2013 року, після чого перейшов в «Атлетіко Мінейру», з яким виграв 2014 року Рекопу Південної Америки та Кубок Бразилії. У фіналі національного кубка проти «Крузейру» (2:0) у першому матчі він забив один із двох голів своєї команди. Після більш ніж трьох років у клубі аргентинець провів 127 ігор в усіх турнірах і забив 18 голів.
Після закінчення контракту з «Атлетіко» Датоло підписав контракт з «Віторією» (Салвадор) у січні 2017 року. 15 лютого він забив свої перші два м'ячі за новий клуб у грі чемпіонату штату проти «Фламенго Баяно» (6:1) у тому числі один з кутового.
У травні 2017 року Датоло розірвав контракт з «Віторією», посилаючись на особисті причини, і в липні повернувся на батьківщину до свого рідного клубу «Банфілд». Станом на 22 травня 2022 року відіграв за команду 85 матчів в національному чемпіонаті.

## Виступи за збірну
22 липня 2009 року Датоло отримав свій перший виклик до національної збірної Аргентини на товариський матч проти Росії. Він дебютував під час цього матчу, який відбувся 12 серпня в Москві, вийшовши на зміну замість Максі Родрігеса, і через 20 секунд після виходу на поле він забив третій гол своєї команди, який в підсумку став переможний, оскільки аргентинці виграли з рахунком 3:2.
5 вересня 2009 року Датоло вийшов в основі у матчі відбору на чемпіонат світу 2010 року проти Бразилії, в якому провів усі 90 хвилин і знову забив гол дальнім ударом з 30 ярдів, але його команда програла 1:3. А вже за чотири дні Датоло провів свій третій і останній матч за збірну, теж в рамках цього відбору проти Парагваю (0:1), і в перерві його замінив Есек'єль Лавессі.
Наступного року Датоло був включений до розширеного списку з 30 гравців перед чемпіонатом світу 2010 року у ПАР, але 18 травня 2010 року тренер Дієго Марадона виключив його з остаточного списку з 23 гравців.

## Статистика виступів

### Статистика клубних виступів
Станом на 25 жовтня 2015 року.
| Сезон                        | Команда                      | Чемпіонат                    | Чемпіонат | Чемпіонат | Національний кубок | Національний кубок | Національний кубок | Континентальні кубки | Континентальні кубки | Континентальні кубки | Інші змагання | Інші змагання | Інші змагання | Усього | Усього |
| Сезон                        | Команда                      | Ліга                         | Ігор      | Голів     | Ліга               | Ігор               | Голів              | Ліга                 | Ігор                 | Голів                | Ліга          | Ігор          | Голів         | Ігор   | Голів  |
| ---------------------------- | ---------------------------- | ---------------------------- | --------- | --------- | ------------------ | ------------------ | ------------------ | -------------------- | -------------------- | -------------------- | ------------- | ------------- | ------------- | ------ | ------ |
| 2004–05                      | «Банфілд»                    | ПД                           | 12        | 1         | -                  | -                  | -                  | -                    | -                    | -                    | -             | -             | -             | 12     | 1      |
| 2005–06                      | «Банфілд»                    | ПД                           | 26        | 5         | -                  | -                  | -                  | ПАК                  | 3                    | 1                    | -             | -             | -             | 29     | 6      |
| Усього за «Банфілд»          | Усього за «Банфілд»          | Усього за «Банфілд»          | 38        | 6         |                    | -                  | -                  |                      | 3                    | 1                    |               | -             | -             | 41     | 7      |
| 2006–07                      | «Бока Хуніорс»               | ПД                           | 25        | 1         | -                  | -                  | -                  | ПАК+КЛ               | 1+7                  | 0+1                  | РПА           | 2             | 0             | 35     | 2      |
| 2007–08                      | «Бока Хуніорс»               | ПД                           | 24        | 4         | -                  | -                  | -                  | ПАК+КЛ               | 2+12                 | 0+2                  | КЧС           | 0             | 0             | 38     | 6      |
| 2008–09                      | «Бока Хуніорс»               | ПД                           | 18        | 0         | -                  | -                  | -                  | ПАК                  | 2                    | 1                    | РПА           | 2             | 0             | 22     | 1      |
| Усього за «Бока Хуніорс»     | Усього за «Бока Хуніорс»     | Усього за «Бока Хуніорс»     | 67        | 5         |                    | -                  | -                  |                      | 24                   | 4                    |               | 4             | 0             | 95     | 9      |
| січ.-черв. 2009              | «Наполі»                     | A                            | 9         | 0         | КІ                 | 0                  | 0                  | КІН+КУЄФА            | 0+0                  | 0                    | -             | -             | -             | 9      | 0      |
| 2009-січ. 2010               | «Наполі»                     | A                            | 13        | 1         | КІ                 | 3                  | 0                  | -                    | -                    | -                    | -             | -             | -             | 16     | 1      |
| Усього за «Наполі»           | Усього за «Наполі»           | Усього за «Наполі»           | 22        | 1         |                    | 3                  | 0                  |                      | 0                    | 0                    |               | -             | -             | 25     | 1      |
| січ. -черв. 2010             | «Олімпіакос»                 | СЛ                           | 7         | 0         | КГ                 | -                  | -                  | ЛЧ                   | 2                    | 0                    | -             | -             | -             | 9      | 0      |
| 2010–11                      | «Еспаньйол»                  | ПД                           | 15        | 2         | КІ                 | 2                  | 0                  | -                    | -                    | -                    | -             | -             | -             | 17     | 2      |
| 2011-січ. 2012               | «Еспаньйол»                  | ПД                           | 5         | 0         | КІ                 | 2                  | 0                  | -                    | -                    | -                    | -             | -             | -             | 7      | 0      |
| Усього за «Еспаньйол»        | Усього за «Еспаньйол»        | Усього за «Еспаньйол»        | 20        | 2         |                    | 4                  | 0                  |                      | 0                    | 0                    |               | -             | -             | 24     | 2      |
| 2012                         | «Інтернасьйонал»             | ЛГ+A                         | 11+10     | 8+1       | КБ                 | -                  | -                  | КЛ                   | 8                    | 1                    | -             | -             | -             | 29     | 10     |
| січ.-серп. 2013              | «Інтернасьйонал»             | ЛГ+A                         | 8+4       | 0         | КБ                 | 2                  | 0                  | -                    | -                    | -                    | -             | -             | -             | 14     | 0      |
| Усього за «Інтернасьйонал»   | Усього за «Інтернасьйонал»   | Усього за «Інтернасьйонал»   | 14+19     | 1+8       |                    | 2                  | 0                  |                      | 8                    | 1                    |               | -             | -             | 43     | 10     |
| серп.-груд. 2013             | «Атлетіко Мінейру»           | A                            | 11        | 1         | КБ                 | 0                  | 0                  | -                    | -                    | -                    | КЧС           | 0             | 0             | 11     | 1      |
| 2014                         | «Атлетіко Мінейру»           | ЛМ+A                         | 8+27      | 0+5       | КБ                 | 8                  | 2                  | КЛ                   | 5                    | 0                    | РПА           | 1             | 0             | 49     | 7      |
| 2015                         | «Атлетіко Мінейру»           | ЛМ+A                         | 7+21      | 2+5       | КБ                 | 2                  | 0                  | КЛ                   | 7                    | 0                    | -             | -             | -             | 37     | 7      |
| Усього за «Атлетіко Мінейру» | Усього за «Атлетіко Мінейру» | Усього за «Атлетіко Мінейру» | 59+15     | 11+2      |                    | 10                 | 2                  |                      | 12                   | 0                    |               | 1             | 0             | 97     | 15     |
| Усього за кар'єру            | Усього за кар'єру            | Усього за кар'єру            | 227+34    | 26+10     |                    | 19                 | 2                  |                      | 49                   | 6                    |               | 5             | 0             | 334    | 44     |

### Статистика виступів за збірну
| Дата      | Місто     | Господарі | Результат | Гості     | Турнір            | Голи | Примітки |
| --------- | --------- | --------- | --------- | --------- | ----------------- | ---- | -------- |
| 12-8-2009 | Москва    | Росія     | 2 – 3     | Аргентина | товариський матч  | 1    |          |
| 5-9-2009  | Росаріо   | Аргентина | 1 – 3     | Бразилія  | Відбір до ЧС 2010 | 1    |          |
| 9-9-2009  | Асунсьйон | Парагвай  | 1 – 0     | Аргентина | Відбір до ЧС 2010 | -    |          |
| Усього    |           | Матчів    | 3         |           | Голів             | 2    |          |

## Титули і досягнення
- Чемпіон Аргентини (1):

«Бока Хуніорс»: Апертура 2008
- Володар Кубка Бразилії (1):

«Атлетіко Мінейру»: 2014
- Переможець Ліги Гаушу (2):

«Інтернасьйонал»: 2012, 2013
- Переможець Ліги Мінейро (1):

«Атлетіко Мінейру»: 2015
- Переможець Ліги Баїяно (1):

«Віторія» (Салвадор): 2017
- Володар Кубка Лібертадорес (1):

«Бока Хуніорс»: 2007
- Переможець Рекопи Південної Америки (3):

«Бока Хуніорс»: 2006, 2008
«Атлетіко Мінейру»: 2014